# Dorotea Federica di Brandeburgo-Ansbach
Dorotea Federica di Brandeburgo-Ansbach (Ansbach, 12 agosto 1676 – Hanau, 13 marzo 1731) era figlia del Margravio Giovanni Federico di Brandeburgo-Ansbach (1654-1686) e della sua prima moglie, Giovanna Elisabetta (1651-1680), figlia di Federico VI di Baden-Durlach.

## Biografia
Era una sorellastra della Regina Carolina, moglie del Re Giorgio II.
Il 20/30 agosto 1699  Dorotea Federica sposò il Conte Giovanni Reinardo III di Hanau, divenendo l'ultima Contessa di Hanau. Dal matrimonio nacque una sola figlia: Carlotta Cristina Maddalena Giovanna (1700-1726), che fu la sola ed unica ereditiera della Contea di Hanau e sposò il 5 aprile 1717 il Principe Ereditario Luigi di Assia-Darmstadt (1691-1768).
Dopo la sua morte, avvenuta il 13 marzo 1731, Dorotea Federica venne sepolta, il 17 o il 25 marzo 1731 nel Sepolcro di Famiglia dei Conti di Hanau, situato nella Lutherischen Kirche (oggi chiamata Alte Johanneskirche) di Hanau. Tuttavia, il Sepolcro venne in gran parte distrutto, durante i bombardamenti della seconda guerra mondiale.

## Ascendenza
|                                                    |                                          |                                                    | Genitori                                                 |  |  | Nonni |  |  | Bisnonni                                        |  |  | Trisnonni                                      |  |
|                                                    |                                          |                                                    |                                                          |  |  |       |  |  | Joachim Ernst, margravio di Brandeburgo-Ansbach |  |  | Johann Georg, principe elettore di Brandeburgo |  |
|                                                    |                                          |                                                    |                                                          |  |  |       |  |  | Joachim Ernst, margravio di Brandeburgo-Ansbach |  |  | Johann Georg, principe elettore di Brandeburgo |  |
|                                                    |                                          | Elisabeth von Anhalt-Zerbst                        |                                                          |  |  |       |  |  | Joachim Ernst, margravio di Brandeburgo-Ansbach |  |  |                                                |  |
| Albrecht II, margravio di Brandeburgo-Ansbach      |                                          |                                                    |                                                          |  |  |       |  |  | Joachim Ernst, margravio di Brandeburgo-Ansbach |  |  |                                                |  |
|                                                    |                                          | Sophie von Solms-Laubach                           | Johann Georg I, conte di Solms-Laubach                   |  |  |       |  |  |                                                 |  |  |                                                |  |
|                                                    |                                          | Sophie von Solms-Laubach                           | Johann Georg I, conte di Solms-Laubach                   |  |  |       |  |  |                                                 |  |  |                                                |  |
|                                                    |                                          | Sophie von Solms-Laubach                           | Margarethe von Schönburg-Glauchau                        |  |  |       |  |  |                                                 |  |  |                                                |  |
| Johann Friedrich, margravio di Brandeburgo-Ansbach |                                          | Sophie von Solms-Laubach                           |                                                          |  |  |       |  |  |                                                 |  |  |                                                |  |
|                                                    |                                          | Joachim Ernst, conte di Oettingen-Oettingen        | Ludwig Eberhard, conte di Oettingen-Oettingen            |  |  |       |  |  |                                                 |  |  |                                                |  |
|                                                    |                                          | Joachim Ernst, conte di Oettingen-Oettingen        | Ludwig Eberhard, conte di Oettingen-Oettingen            |  |  |       |  |  |                                                 |  |  |                                                |  |
|                                                    |                                          | Joachim Ernst, conte di Oettingen-Oettingen        | Margaretha von Erbach                                    |  |  |       |  |  |                                                 |  |  |                                                |  |
| Sophie Margarete zu Oettingen-Oettingen            |                                          | Joachim Ernst, conte di Oettingen-Oettingen        |                                                          |  |  |       |  |  |                                                 |  |  |                                                |  |
|                                                    |                                          | Anna Sibilla von Solms-Sonnenwalde                 | Heinrich Wilhelms, conte di Solms-Sonnenwalde            |  |  |       |  |  |                                                 |  |  |                                                |  |
|                                                    |                                          | Anna Sibilla von Solms-Sonnenwalde                 | Heinrich Wilhelms, conte di Solms-Sonnenwalde            |  |  |       |  |  |                                                 |  |  |                                                |  |
|                                                    |                                          | Anna Sibilla von Solms-Sonnenwalde                 | Sofia Dorothea von Mansfeld-Arnstein                     |  |  |       |  |  |                                                 |  |  |                                                |  |
| Dorothea Friederike von Brandenburg-Ansbach        |                                          | Anna Sibilla von Solms-Sonnenwalde                 |                                                          |  |  |       |  |  |                                                 |  |  |                                                |  |
|                                                    | Friedrich VI, margravio di Baden-Durlach | Friedrich V, margravio di Baden-Durlach            |                                                          |  |  |       |  |  |                                                 |  |  |                                                |  |
|                                                    | Friedrich VI, margravio di Baden-Durlach | Friedrich V, margravio di Baden-Durlach            |                                                          |  |  |       |  |  |                                                 |  |  |                                                |  |
|                                                    | Friedrich VI, margravio di Baden-Durlach | Barbara von Württemberg                            |                                                          |  |  |       |  |  |                                                 |  |  |                                                |  |
| Friedrich VII, margravio di Baden-Durlach          | Friedrich VI, margravio di Baden-Durlach |                                                    |                                                          |  |  |       |  |  |                                                 |  |  |                                                |  |
|                                                    |                                          | Christine Magdalena von Pfalz-Zweibrücken-Kleeburg | Johann Kasimir, duca del Palatinato-Zweibrücken-Kleeburg |  |  |       |  |  |                                                 |  |  |                                                |  |
|                                                    |                                          | Christine Magdalena von Pfalz-Zweibrücken-Kleeburg | Johann Kasimir, duca del Palatinato-Zweibrücken-Kleeburg |  |  |       |  |  |                                                 |  |  |                                                |  |
|                                                    |                                          | Christine Magdalena von Pfalz-Zweibrücken-Kleeburg | Katarina Karlsdotter Vasa                                |  |  |       |  |  |                                                 |  |  |                                                |  |
| Johanna Elisabeth von Baden-Durlach                |                                          | Christine Magdalena von Pfalz-Zweibrücken-Kleeburg |                                                          |  |  |       |  |  |                                                 |  |  |                                                |  |
|                                                    |                                          | Friedrich III, duca di Schleswig-Holstein-Gottorp  | Johann Adolf, duca di Schleswig-Holstein-Gottorp         |  |  |       |  |  |                                                 |  |  |                                                |  |
|                                                    |                                          | Friedrich III, duca di Schleswig-Holstein-Gottorp  | Johann Adolf, duca di Schleswig-Holstein-Gottorp         |  |  |       |  |  |                                                 |  |  |                                                |  |
|                                                    |                                          | Friedrich III, duca di Schleswig-Holstein-Gottorp  | Augusta af Danmark                                       |  |  |       |  |  |                                                 |  |  |                                                |  |
| Augusta Maria von Schleswig-Holstein-Gottorf       |                                          | Friedrich III, duca di Schleswig-Holstein-Gottorp  |                                                          |  |  |       |  |  |                                                 |  |  |                                                |  |
|                                                    |                                          | Maria Elisabeth von Sachsen                        | Johann Georg I, principe elettore di Sassonia            |  |  |       |  |  |                                                 |  |  |                                                |  |
|                                                    |                                          | Maria Elisabeth von Sachsen                        | Johann Georg I, principe elettore di Sassonia            |  |  |       |  |  |                                                 |  |  |                                                |  |
|                                                    |                                          | Maria Elisabeth von Sachsen                        | Magdalena Sibylle von Preußen                            |  |  |       |  |  |                                                 |  |  |                                                |  |
|                                                    |                                          | Maria Elisabeth von Sachsen                        |                                                          |  |  |       |  |  |                                                 |  |  |                                                |  |